# Cheissoux
Cheissoux település Franciaországban, Haute-Vienne megyében. Lakosainak száma 223 fő (2022. január 1.). Cheissoux Auriat, Saint-Moreil, Bujaleuf, Champnétery és Saint-Julien-le-Petit községekkel határos.

## Népesség
A település népességének változása:
| Lakosok száma | 185  | 181  | 177  | 191  | 204  | 217  | 221  | 223  |
|               | 2013 | 2015 | 2017 | 2018 | 2019 | 2020 | 2021 | 2022 |